# Луций Петроний Тавр Волузиан
Луций Петроний Тавр Волузиан (лат. Lucius Petronius Taurus Volusianus) — римский государственный деятель середины III века.

## Биография
Почти все, что известно о Волузиане, содержится в надписи, посвященной ему городским советом муниципия города Арреций, патроном которого он был. Кроме того, сведения о нём содержатся в «Истории Августов», Капитолийских фастах и Хронографе 354 года.
Волузиан был сыном римского гражданина по имени Луций из рода Петрониев. Он относился к Сабатинской трибе, располагавшейся в Этрурии. Таким образом, вполне вероятно, что семья Волузиана была этрусского происхождения. Возможно, что Петроний имел связи с могущественными сенаторскими родами этрусского происхождения, два из которых достигли небывалых высот в середине III века. Благодаря этому можно объяснить резкий скачок в его карьере в 250-х годах. Предполагается, что имел покровительство со стороны императоров Требониана Галла, Валериана I и Галлиена. Вряд ли их связывало кровное родство.
Аррецийская надпись Волузиана перечисляет занимаемые им должности в хронологическом порядке. Он входил в состав жреческой коллегии «Laurens Lavinas». Члены этой коллегии должны были иметь всаднический ранг. Затем Волузиан входил в состав коллегии из пяти судей всаднического сословия. Луций принимал участие в ежегодном параде всадников в Риме, что указывает на то, что он был официально принят в всадническое сословие. После этого он находился на посту центуриона-депутата, возглавлявшего воинское подразделение, специально отквартированное из провинции для службы при императоре. Эта должность была достаточно почетной, поскольку на неё назначались только старые и испытанные солдаты. Поэтому кажется удивительным, что первой армейской должностью Волузиана была именно эта должность. Поэтому некоторые ученые выдвигают предположение, что он до этого служил центурионом в провинции, что не нашло отражение в источниках. Потом Луций был примипилом XXX Победоносного Ульпиева легиона, дислоцировавшегося в Кастре Ветере в Нижней Германии. Брей предполагает, что во время службы в этом легионе Волузиан привлек внимание Галлиена, когда тот воевал против франков в Нижней Германии в первые годы правления.
В период между 253 и 260 годом Волузиан был командующим отрядом конных телохранителей императора. Потом он находился на посту начальника вексилляций X Парного и XIV Парного легионов. Луций был последовательно трибуном III когорты вигилов (возможно, в 255 году), XI городской когорты (возможно, в 256 году) и III когорты преторианцев (возможно, в 257 году). В итоге, около 259 года Волузиан стал трибуном I когорты преторианцев и вошёл в состав корпуса протекторов. Возможно, уже в 259 году он был назначен префектом вигилов. В 260 году Волузиан стал префектом претория. В 261 году он достиг вершины своей карьеры — должности ординарного консула, которую он занимал вместе с императором Галлиеном.
В 267 году Галлиен назначил Волузиана префектом Рима. Это назначение объясняется недоверием Галлиена по отношению к сенату и его желанием иметь доверенного человека в столице на время отсутствия (император собирался отправиться на Балканы, куда вторглись варвары). Дальнейшая судьба Волузиана неизвестна. Может быть, он погиб в 268 году после убийства Галлиена. Возможно, его сыном был Луций Публий Петроний Волузиан.